# 20/20 (비치 보이스의 음반)
| 전문가 평가                     | 전문가 평가 |
| 평가 점수                       | 평가 점수   |
| 출처                            | 점수        |
| ------------------------------- | ----------- |
| AllMusic                        | [ 1 ]       |
| Blender (Friends/20/20 reissue) | [ 2 ]       |
| Encyclopedia of Popular Music   | [ 3 ]       |
| MusicHound                      | 3/5         |
| The Rolling Stone Album Guide   | [ 5 ]       |
| Sputnikmusic                    | [ 6 ]       |

《20/20》는 1969년 2월 10일, 캐피틀 레코드에서 발매된 미국의 록 밴드 비치 보이스의 열다섯 번째 스튜디오 음반이다. 이 음반은 그들의 전체 음반 발매 20번째라는 이름으로 명명되었다. 그것의 대부분은 이전 음반의 오타로 이루어져 있다. 그것은 영국 레코드 차트에서 3위, 미국에서 68위에 올랐다. 브라이언 윌슨은 정신과 병원에 입원한 후 대부분의 음반 녹음 도중 결석했으며, 칼과 데니스 형제는 몇 년 전에 녹음한 몇 건의 외출금을 회수할 것을 요구했다. 브라이언이 전면 커버에 등장하지 않는 반면, 오리지널 바이닐 발매의 안쪽 게이트폴드에는 시력 검사 차트 뒤편에서 브라이언 혼자 있는 것이 특징이다.
싱글곡 〈Do It Again〉과 〈Bluebirds over the Mountain〉은 음반 발매를 몇 달 앞당겼다. 전자는 《All Summer Long》 이후 그들이 버린 서핑 사운드를 재방문해 영국과 호주 차트 1위를 차지했고, 후자는 찰스 맨슨의 노래를 원작으로 한 B-사이드 〈Never Learn Not to Love〉를 수록했다. 다른 싱글들은 〈I Can Hear Music〉과 〈Cotton Fields〉의 재녹음판이었다. 2018년에는 《I Can Hear Music: The 20/20 Sessions》 편찬을 위해 세션 하이라이트, 아웃테이크, 얼터네이트 테이크 등이 발표되었다.

## 배경
1968년 6월 24일, 비치 보이스는 126위로 정점을 찍고 빌보드 200 차트에 10주 동안 머무른 음반 《Friends》를 발매했다. 이 음반은 현재까지 이 그룹의 가장 잘 팔리지 않는 음반이 되었으며, 미국 내 음반 판매량은 1만 8천 장으로 추산된다. 이 음반의 판매 부진을 만회하기 위해 밴드는 빠르게 독립형 싱글 〈Do It Again〉을 발매했다. 이 곡은 그룹의 초기 서프 노래에 대한 자의식적인 후퇴였고, 1964년 이후 처음으로 이 주제를 수용했다. 그것은 미국의 20위안에 도달했고 영국에서 그들의 두 번째 1위 히트곡이 되었다. 전기 작가 크리스안 마티자스메카는 "이것은 이 시기 브라이언의 가장 강력한 작품 중 하나였을지 모르지만, 이 밴드의 인기 하락을 되돌리는 데는 아무런 도움이 되지 않았다"고 썼다.

## 곡 목록
찰스 맨슨이 〈Never Learn Not to Love〉에 기여한 공로는 아직 미승인 상태로 남아 있다.
| #  | 제목                            | 작사·작곡                           | 리드 보컬                    | 재생 시간 |
| -- | ------------------------------- | ----------------------------------- | ---------------------------- | --------- |
| 1. | 〈Do It Again〉                 | 브라이언 윌슨, 마이크 러브          | 마이크 러브, 브라이언 윌슨   | 2:25      |
| 2. | 〈I Can Hear Music〉            | 제프 배리, 엘리 그린위치, 필 스펙터 | 칼 윌슨                      | 2:36      |
| 3. | 〈Bluebirds over the Mountain〉 | 어설 히키                           | 러브, C. 윌슨, 브루스 존스턴 | 2:51      |
| 4. | 〈Be With Me〉                  | 데니스 윌슨                         | 데니스 윌슨                  | 3:08      |
| 5. | 〈All I Want to Do〉            | D. 윌슨, 스티븐 칼리니치            | 러브                         | 2:02      |
| 6. | 〈The Nearest Faraway Place〉   | 브루스 존스턴                       | 기악                         | 2:39      |

| #  | 제목                        | 작사·작곡                 | 리드 보컬              | 재생 시간 |
| -- | --------------------------- | ------------------------- | ---------------------- | --------- |
| 1. | 〈Cotton Fields〉           | 허디 레드베터             | 앨 자딘                | 2:21      |
| 2. | 〈I Went to Sleep〉         | B. 윌슨, 칼 윌슨          | B. 윌슨, C. 윌슨       | 1:36      |
| 3. | 〈Time to Get Alone〉       | B. 윌슨                   | C. 윌슨, B. 윌슨, 자딘 | 2:40      |
| 4. | 〈Never Learn Not to Love〉 | D. 윌슨                   | D. 윌슨                | 2:31      |
| 5. | 〈Our Prayer〉              | B. 윌슨                   | 그룹                   | 1:07      |
| 6. | 〈Cabinessence〉            | B. 윌슨, 반 다이크 파크스 | C. 윌슨, 러브          | 3:34      |